# Make It a Memory
Make It a Memory is een Engelstalig nummer van de Nederlandse band Krezip en zanger Danny Vera. Het nummer werd op 11 maart 2022 uitgebracht en bereikte een plek in zowel de Nederlandse Top 40 als de Nederlandse Single Top 100.
Volgens de artiesten zelf is het nummer geschreven als een telefoongesprek tussen twee oude bekenden: "Temidden van de verwarrende tijden waarin we leven, proberen ze elkaar tijdens dat gesprek er weer bovenop te zingen."

## Ontvangst
In het voorjaar van 2022 stond het nummer in de Nederlandse hitlijsten; de Nederlandse Top 40 en de Single Top 100. In Nederland bereikte het de gouden status. Op NPO Radio 2 werd het nummer de TopSong.

### Nederlandse Top 40
| Hitnotering: 16-04-2022 t/m 04-06-2022 | Hitnotering: 16-04-2022 t/m 04-06-2022 | Hitnotering: 16-04-2022 t/m 04-06-2022 | Hitnotering: 16-04-2022 t/m 04-06-2022 | Hitnotering: 16-04-2022 t/m 04-06-2022 | Hitnotering: 16-04-2022 t/m 04-06-2022 | Hitnotering: 16-04-2022 t/m 04-06-2022 | Hitnotering: 16-04-2022 t/m 04-06-2022 | Hitnotering: 16-04-2022 t/m 04-06-2022 | Hitnotering: 16-04-2022 t/m 04-06-2022 |
| Week:                                  | 1                                      | 2                                      | 3                                      | 4                                      | 5                                      | 6                                      | 7                                      | 8                                      |                                        |
| -------------------------------------- | -------------------------------------- | -------------------------------------- | -------------------------------------- | -------------------------------------- | -------------------------------------- | -------------------------------------- | -------------------------------------- | -------------------------------------- | -------------------------------------- |
| Positie:                               | 40                                     | 36                                     | 36                                     | 35                                     | 31                                     | 31                                     | 36                                     | 37                                     | uit                                    |

### NederlandseSingle Top 100
| Hitnotering (week 1 t/m 4): 23-04-2022 t/m 14-05-2022 Hitnotering (week 5 t/m 7): 28-05-2022 t/m 11-06-2022 | Hitnotering (week 1 t/m 4): 23-04-2022 t/m 14-05-2022 Hitnotering (week 5 t/m 7): 28-05-2022 t/m 11-06-2022 | Hitnotering (week 1 t/m 4): 23-04-2022 t/m 14-05-2022 Hitnotering (week 5 t/m 7): 28-05-2022 t/m 11-06-2022 | Hitnotering (week 1 t/m 4): 23-04-2022 t/m 14-05-2022 Hitnotering (week 5 t/m 7): 28-05-2022 t/m 11-06-2022 | Hitnotering (week 1 t/m 4): 23-04-2022 t/m 14-05-2022 Hitnotering (week 5 t/m 7): 28-05-2022 t/m 11-06-2022 | Hitnotering (week 1 t/m 4): 23-04-2022 t/m 14-05-2022 Hitnotering (week 5 t/m 7): 28-05-2022 t/m 11-06-2022 | Hitnotering (week 1 t/m 4): 23-04-2022 t/m 14-05-2022 Hitnotering (week 5 t/m 7): 28-05-2022 t/m 11-06-2022 | Hitnotering (week 1 t/m 4): 23-04-2022 t/m 14-05-2022 Hitnotering (week 5 t/m 7): 28-05-2022 t/m 11-06-2022 | Hitnotering (week 1 t/m 4): 23-04-2022 t/m 14-05-2022 Hitnotering (week 5 t/m 7): 28-05-2022 t/m 11-06-2022 | Hitnotering (week 1 t/m 4): 23-04-2022 t/m 14-05-2022 Hitnotering (week 5 t/m 7): 28-05-2022 t/m 11-06-2022 |
| Week: | 1 | 2 | 3 | 4 | | 5 | 6 | 7 | |
| --- | --- | --- | --- | --- | --- | --- | --- | --- | --- |
| Positie: | 99 | 90 | 65 | 68 | uit | 65 | 72 | 80 | uit |

### NPO Radio 2 Top 2000
| Nummer met noteringen in de NPO Radio 2 Top 2000 | '23 | '24 |
| ------------------------------------------------ | --- | --- |
| Make It a Memory                                 | 270 | 264 |

1. ↑  Een vetgedrukt getal geeft de hoogste notering aan.
2. ↑  2023 was het eerste jaar met een notering voor dit nummer.

### Evergreen Top 1000
| Jaar    | 2008 | 2009 | 2010 | 2011 | 2012 | 2013 | 2014 | 2015 | 2016 | 2017 | 2018 | 2019 | 2020 | 2021 | 2022 | 2023 |
| ------- | ---- | ---- | ---- | ---- | ---- | ---- | ---- | ---- | ---- | ---- | ---- | ---- | ---- | ---- | ---- | ---- |
| Positie | -    | -    | -    | -    | -    | -    | -    | -    | -    | -    | -    | -    | -    | -    | -    | 365  |